# Лу Тинмэй, Иероним

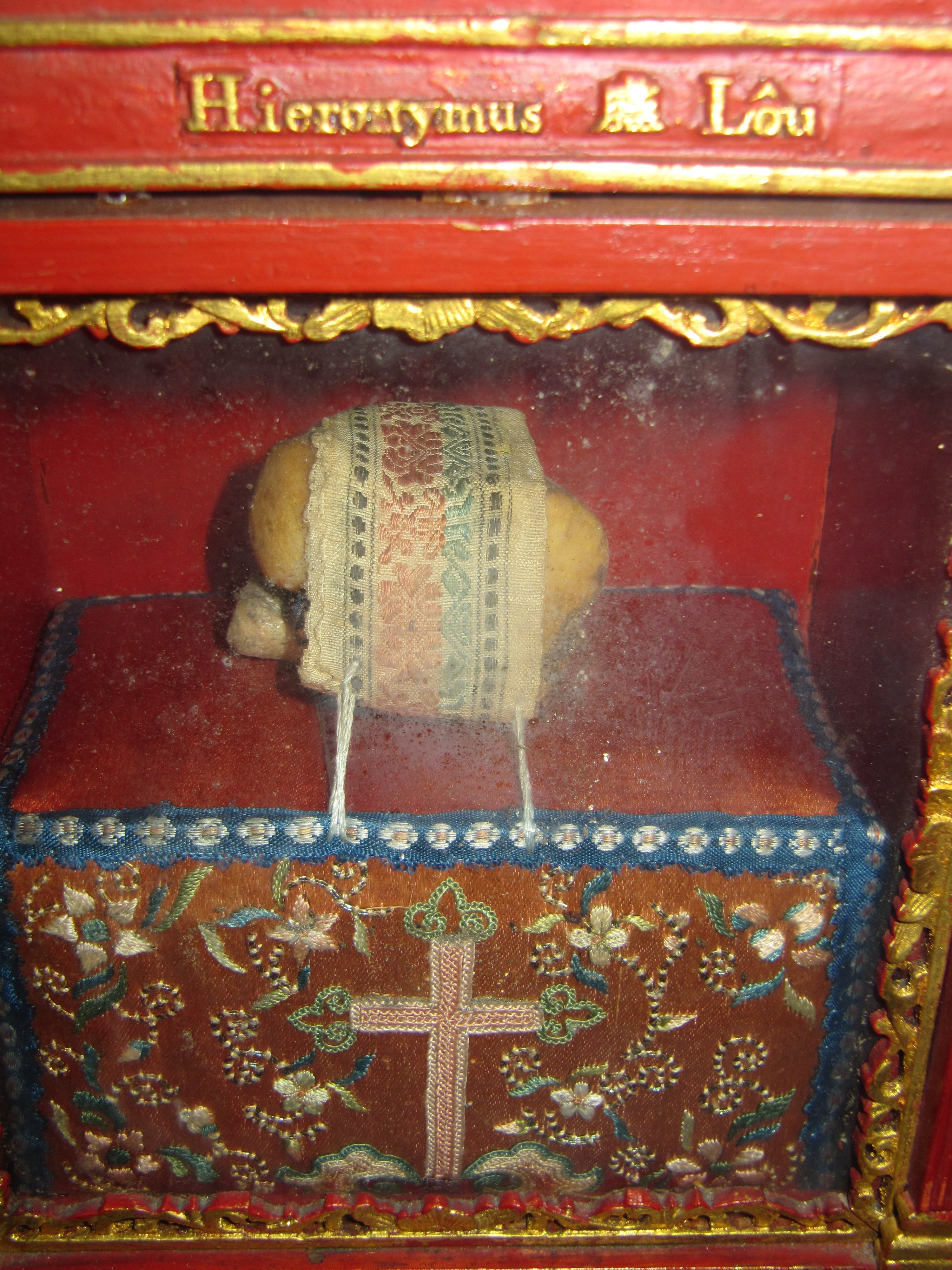
Мощи святого Иеронима Лу Тинмэй, музей «Дом Паулины Жарико», Лион, Франция

Иероним Лу Тинмэй  (кит. 盧廷美 業樂, 1811 — 26 января 1858) — святой Римско-Католической Церкви, мученик.

## Биография
Лу Тинмэй родился в 1811 году в интеллигентной, многодетной семье; его отец был учителем. Когда отец Лу Тинмэя не смог продолжать свою педагогическую деятельность, Лу Тинмэй принял на себя обязанности учителя. Под впечатлением прочитанной католической книги, которую дал ему католик Павел Янг, обратился в католицизм. Таинство крещения принял в 1853 году под именем Иероним, после чего вместе с Лаврентием Ван Бин переехал в Маокоу, провинция Гуйчжоу, где стали проводить катехизацию среди желающих принять католицизм. Иероним Лу Тинмэй и Лаврентий Ван Бин были арестованы 13 декабря 1857 года во время проведения богослужения и осуждены на смертную казнь вместе с Агатой Линь Чжао. 28 августа 1858 года Иероним Лу Тинмэй был казнён.

## Прославление
Иероним Лу Тинмэй был беатифицирован 2 мая 1909 года папой Пием X и канонизирован 1 октября 2000 года папой Иоанном Павлом II вместе с группой 120 китайских мучеников.
День памяти в — 9 июля.

## Источник
- George G. Christian OP, Augustine Zhao Rong and Companions, Martyrs of China, 2005, стр. 70  (англ.)